# Božena
Božena est un prénom féminin tchèque, slovaque, slovène, croate et serbe.

## Variantes
La variante polonaise du prénom est Bożena.

## Étymologie
Le prénom a des origines slaves et signifie divine.

## Date de fête
En Tchéquie, le nom est fêté le 11 février. En Slovaquie, c'est le 27 juillet.

## Personnes portant ce prénom
- Božena Němcová, écrivain tchèque
- Božena Slančíková-Timrava, écrivain slovaque